# La Brune brûlante
La Brune brûlante (Rally 'Round the Flag, Boys!) est un film américain réalisé par Leo McCarey, sorti en 1958.

## Synopsis
Putnam’s Landing est une petite ville paisible de banlieue au bord de la mer. C’est dans cet endroit charmant que l’Armée américaine compte implanter une base ultra-secrète. Mais Grace, la leader du lieu, ne l’entend pas de cette oreille. Elle tient meeting et toutes les femmes se rallient à sa cause : l’Armée ne s’installera pas ! L’Armée finit par imposer sa loi, mais au prix de nombreuses et incroyables péripéties.

## Fiche technique
- Titre : La Brune brûlante
- Titre original : Rally 'Round the Flag, Boys!
- Réalisation : Leo McCarey
- Scénario : Leo McCarey et Claude Binyon d'après le roman de Max Shulman (en)
- Production : Leo McCarey
- Musique : Cyril J. Mockridge
- Photographie : Leon Shamroy
- Montage : Louis R. Loeffler
- Costumes : Charles Le Maire
- Pays d'origine :  États-Unis
- Année de réalisation : 1958
- Format : CinemaScope Technicolor - 2,35:1 - Mono
- Genre : Comédie
- Durée : 106 minutes
- Dates de sortie :
  -  États-Unis : 23 décembre 1958 (New York), février 1959 (sortie nationale)
  -  France : 24 juillet 1959

## Distribution
- Paul Newman (VF : Jacques Beauchey) : Harry Bannerman
- Joanne Woodward (VF : Martine Sarcey) : Grace Oglethorpe Bannerman
- Joan Collins (VF : Nadine Alari) : Angela Hoffa
- Jack Carson (VF : André Valmy) : Capitaine Hoxie
- Dwayne Hickman (VF : Serge Lhorca) : Grady Metcalf, prétendant de Comfort
- Tuesday Weld : Comfort Goodpasture
- Gale Gordon (VF : Claude Bertrand) : Brigadier-général W. A. Thorwald
- Tom Gilson (VF : Michel Roux) : le caporal Opie
- O. Z. Whitehead (VF : Jean Berton) : Isaac Goodpasture, père de Comfort
- Alan Carney (VF : Jacques Marin) : le barman
- Richard Collier : Zack Crummitt
- Jack Ging (non crédité) : Chauffeur du capitaine Hoxie
- David Hedison (VF : Michel Gudin) : le narrateur
- Percy Helton : Waldo Pyke
- Joseph Holland
- Jess Kirkpatrick
- Stanley Livingston (VF : Linette Lemercier) : Peter Bannerman
- Jon Lormer : George Melvin
- Burt Mustin (VF : Paul Villé) : Milton Evans, le modérateur de la réunion publique
- Sammy Ogg : Délinquant
- Nora O'Mahoney (VF : Germaine Michel) : l'oratrice de la réunion publique
- Ralph Osborn III : Danny Bannerman
- John Roy : Général de l'Air Force
- Charles Tannen (VF : Jean Violette) : le réalisateur de télévision
- Nick Venet : Délinquant
- Murvyn Vye (VF : Marcel Painvin) : Oscar Hoffa

## Critiques
« D'après un projet de Frank Tashlin mais en grande partie remanié, L. McCarey réalise une œuvre abondante en situations cocasses, explosives et fracassantes, débordante d'humour et de vitalité. Une comédie axée sur une satire bienveillante, charmante (à l'image d'une Joan Collins plus belle et agressive que jamais) et mordante de l’« americain way of life ».[…] Ce film est plein d'humour avec des gags, des dialogues et des scènes hautement colorés, les interprètes et la vie trépidante de la ville assaisonnant copieusement ces délicieux mets. Au début, cette comédie offre une merveilleuse définition du pentagone : 28 km de couloirs et 40 snack-bars ; elle se termine par le triomphe du singe sur l'homme en l’occurrence un parfait imbécile. »

— Olivier Gamble, Guide des Films